# Krigsåret 1811

## Pågående krig
- Napoleonkrigen (1803 - 1815)[1]
  - Frankrike med lydstater på ena sidan
  - Storbritannien och Portugal på andra sidan.

- Rysk-persiska kriget (1804-1813)
  - Persien på ena sidan
  - Ryssland på andra sidan

- Rysk-turkiska kriget (1806-1812)
  - Ryssland på ena sidan
  - Osmanska riket på andra sidan

- Sydamerikanska självständighetskrigen (1808-1829)
  - Spanien på ena sidan.
  - Sydamerikaner på andra sidan.

## Händelser

### Januari
- Januari - Man ökar antalet militära utskrivningar i Sverige, för att vara på den säkra sidan om krigssituationen i Europa skulle ändras.

### Februari
- 19 februari – Slaget vid Gebora.

### Maj
- 16 maj – Slaget vid Albuera.

## Födda
- 13 februari – François Achille Bazaine, marskalk av Frankrike.
- 20 februari – Henry Hastings Sibley, amerikansk general.
- 29 oktober – Adalbert av Preussen, preussisk amiral och överbefälhavare.
- 7 november – Richard Collinson, brittisk amiral.

## Avlidna
- 4 maj – Nikolaj Kamenskij, rysk general.
- 26 juli – Mariano Jiménez, mexikansk general.

### Fotnoter
1. ↑  ”World Statesmen”. http://www.worldstatesmen.org/WARS.html. Läst 28 juni 2011.